# المعتقدات المصرية القديمة بالحياة الآخرة

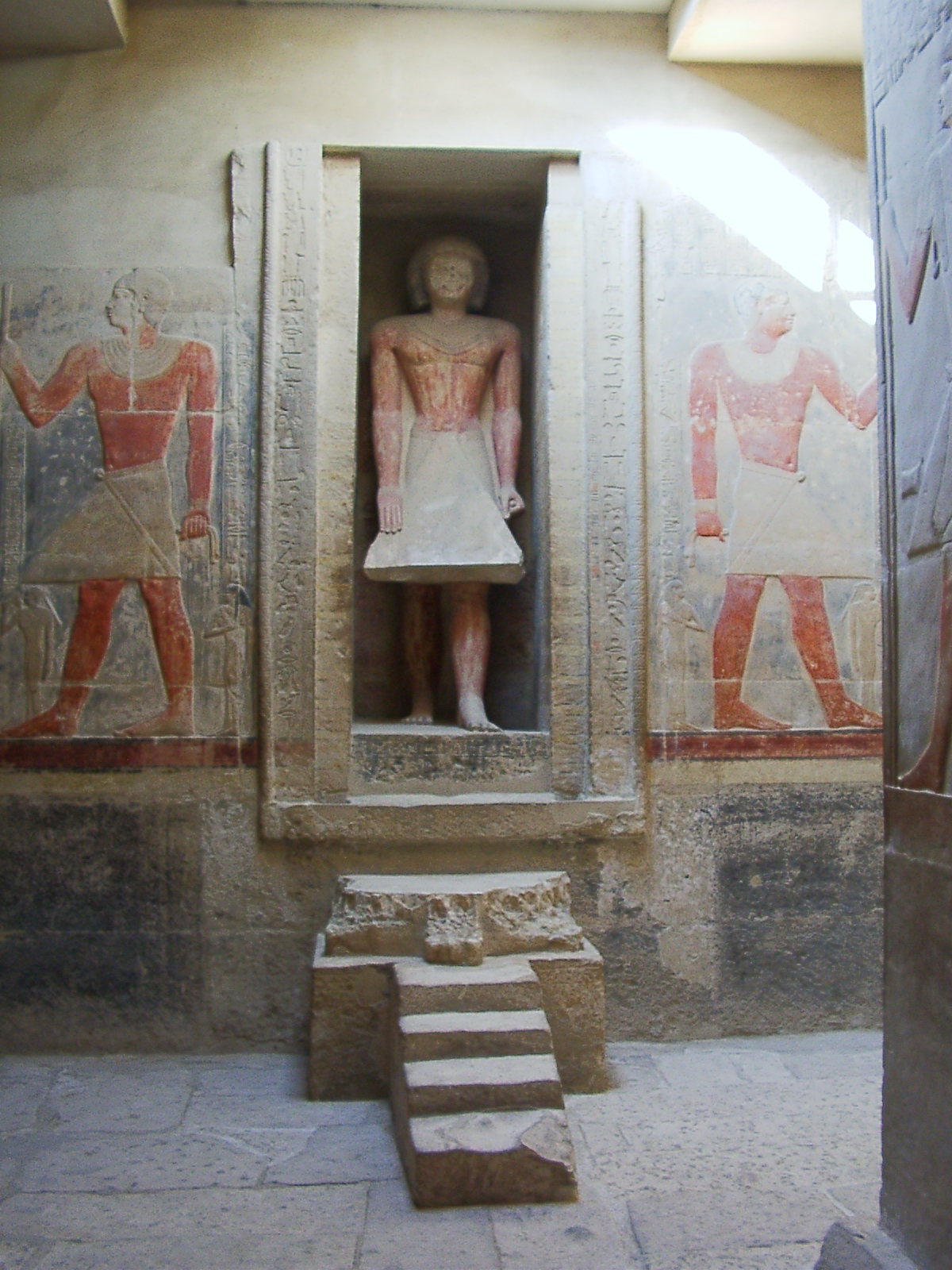
تمثال جنازة وزير ميريروكا أمام بابه الزائف عند قبره في سقارة

تمحورت المعتقدات المصرية القديمة بالحياة الآخرة حول مجموعة متنوعة من الطقوس المعقدة التي تأثرت بالجوانب المتعددة للثقافة المصرية. كان الدين مساهمًا رئيسيًا، لأنه كان ممارسة اجتماعية مهمة ربطت جميع المصريين معًا. مثلًا، لعب العديد من الآلهة المصرية أدوارًا في إرشاد أرواح الموتى إلى الحياة الآخرة. مع تطور الكتابة، دُونت المبادئ الدينية وانتشرت بسرعة في جميع أنحاء المجتمع المصري. كان صوغ متون الحياة الآخرة هو الذي سبك هذه المبادئ وأطلقها، إذ أوضحت هذه النصوص وشرحت ما يحتاج الموتى إلى معرفته لإكمال الرحلة بأمان.
تضمنت التعاليم الدينية المصرية ثلاث أيديولوجيات عن الحياة الآخرة: الإيمان بالعالم السفلي والحياة الأبدية وولادة الروح من جديد. كان للعالم السفلي، المعروف أيضًا باسم دوات، مدخل واحد فقط يمكن بلوغه عن طريق الانتقال عبر قبر المتوفى. تكون الصورة الأولية التي ستظهر للروح عند دخولها هذا العالم عبارة عن ممر تصطف على جانبيه مجموعة من التماثيل المبهرة، بما في ذلك شكل مختلف للإله حورس ذو رأس الصقر. لربما تفاوت المسار المتبع إلى العالم السفلي بين الملوك وعامة الشعب. بعد الدخول، تُقدم الأرواح لإله بارز آخر وهو أوزيريس. سيحدد أوزيريس طهارة روح المتوفى ويمنح من يعتبره جديرًا حياة آخرة يسودها الاطمئنان. غالبًا ما كان المفهوم المصري عن «الحياة الأبدية» بأنها ولادة جديدة إلى أجل غير مسمى. لذلك، تُرشد الأرواح التي أمضت حياتها برقي إلى أوزيريس لتولد من جديد.
من أجل تحقيق الحياة الآخرة المثالية، كان لا بد من إجراء العديد من الممارسات خلال حياة المرء. كان امتلاك صفة العدل واتباع معتقدات الديانة المصرية من بين هذه الممارسات. بالإضافة إلى ذلك، شدد المصريون على الطقوس التي تُنجز بعد انتهاء حياة الفرد. بمعنى آخر، كانت مسؤولية الأحياء تنفيذ التقاليد النهائية المطلوبة حتى يتمكن الموتى على الفور من مواجهة مصيرهم النهائي. بالنتيجة، فإن الحفاظ على الأخلاق الدينية العالية من قِبل الأحياء والأموات على حد سواء، بالإضافة إلى الالتزام بمجموعة متنوعة من التقاليد يضمن للمتوفى انتقالًا أكثر سلاسة إلى العالم السفلي.

## الممارسات الجنائزية
كانت هناك العديد من الصعوبات التي تعين على الموتى مواجهتها قبل تمكنهم من الدخول في المراحل النهائية للحياة الآخرة. إلا أنه من خلال دعم الأحياء، تمكن الموتى من الحصول على الحماية والمعرفة التي يحتاجونها للولادة من جديد في العالم السفلي.

### المدافن
اختلف تصميم المدافن المصرية وحجمها من فترة إلى أخرى، إلا أن وظيفتها ظلت كما هي. في حين أن معظم المدافن بُنيت خلال حياة الشخص المقصود، فقد شُيدت المدافن المصرية لإيواء جسد الميت، ولكنها عملت أيضًا على نقل الروح إلى العالم السفلي. معظم ما يعُثر عليه في المدفن يعتمد على مكانة الشخص المدفون بداخله. ومع ذلك، من أجل مساعدة الموتى، نُقشت معظم المدافن بنصوص تهدف إلى المساعدة في إرشاد روح المتوفى إلى الحياة الآخرة، وهو أمر متاح للجميع.

### نصوص الآخرة
على مر القرون، نقش الشعب المصري مدافنه وتوابيته بتعاويذ ونصوص دينية على أمل مساعدة الموتى في الحياة الآخرة. مع تطور الثقافة المصرية، تطورت هذه النصوص أيضًا وأصبحت أكثر تعقيدًا واتساعًا في طبيعتها.

#### متون الأهرام
كانت متون الأهرام أول التعاويذ الدينية التي نُحتت على جدران الأهرامات الملكية المصرية القديمة. بدءًا من عصر الدولة القديمة، اقتصر نقش المتون على جدران مدافن الفراعنة المصريين. إلا أنه سرعان ما بدأت الملكات المصريات وكبار رجال الدولة في استخدام متون الأهرام في مدافنهم أيضًا. كان الغرض من هذه المتون مساعدة الفرعون على إكمال رحلته بنجاح إلى الحياة الآخرة، من خلال نقل المعرفة إلى المتوفى حول المسارات التي يجب أن يسلكها والمخاطر التي قد يواجهها على طول الطريق.

#### نصوص التوابيت
في فترة المملكة الوسطى، استُبدل بمتون الأهرام نصوص التوابيت. كانت نصوص التوابيت عبارة عن تعاويذ نُقشت في توابيت الموتى. كان من المفترض أن تحمي المتوفى في الحياة الآخرة وتزوده بسحر الانتقال الذي يحتاجه طوال رحلته. بشكل عام، كانت نصوص التوابيت هذه متاحة للجميع، مما وفر للعامة في مصر الفرصة لبلوغ حياةٍ لائقة بعد الموت. من المهم أيضًا ملاحظة أن مجموعة نصوص التوابيت المعروفة باسم كتاب الطريقين كانت بمثابة أول دليل مرجعي إلى الحياة الآخرة.

#### كتاب الموتى
كان كتاب الموتى عبارة عن مجموعة كبيرة من التعاويذ التي تضمنت عباراتٍ من متون الأهرام ونصوص التوابيت. في عصر الدولة الحديثة، كان كتاب الموتى يُدون عادةً على ورق البردي. لكن يمكن إيجاده أيضًا على جدران المدافن والتوابيت وداخل لفائف التحنيط التي تغلف المومياوات. كنصوص التوابيت، استفاد الجميع من التعويذات الموضحة في كتاب الموتى. قدمت هذه التعاويذ النصيحة والحماية والمعرفة للموتى أثناء انتقالهم إلى العالم السفلي.

#### كتب العالم السفلي
احتوت كتب العالم السفلي على نصوص متعددة زودت المتوفى بوصف للعالم السفلي وكانت بمثابة دليل لمساعدة الموتى خلال رحلتهم الأخيرة. نظرًا لاعتبار أن المتوفى يحاكي دورة ولادة رع من جديد أثناء انتقاله إلى الحياة الآخرة، فقد ركزت هذه النصوص بشكل أساسي على النصف الثاني من رحلة إله الشمس، الذي أخذته إلى العالم السفلي ليلًا. قسّمت كتب العالم السفلي السابقة، والتي شملت كتاب الآخرة وكتاب البوابات، وصفها إلى اثني عشر جزءًا، وترمز إلى الاثنتي عشرة ساعة التي يمضيها إله الشمس في العالم السفلي. استخدمت كتب لاحقة، مثل كتاب الكهوف وكتاب الأرض، منهجًا أكثر تقسيمًا عند تقديم وصوفها. تحتوي جميع هذه الكتب على رسوم إيضاحية معقدة للعالم السفلي، ويمكن رؤيتها منحوتة على توابيت وجدران المدافن.

#### كتب السماء
تألفت «كتب السماء» من ثلاثة نصوص عن الآخرة هي: كتاب نوت وكتاب النهار وكتاب الليل. أكدت هذه النصوص المنحوتة على أسقف المدافن على الدور الذي لعبته الإلهة نوت في الحياة الآخرة المصرية.

### التوابيت
يعود تاريخ التوابيت في الثقافة المصرية إلى عصر الدولة القديمة. خلال هذه الحقبة، كانت التوابيت بسيطة نسبيًا؛ صُنعت على شكل متساوي أضلاع مع تفاصيل بسيطة. تضمنت ثلاث فتحات، كانت إحداها من أجل عبور الكا (الجوهر) من خلالها واثنتان تمثلان العيون. ومع ذلك، بمرور الوقت تطورت التوابيت وهياكلها. بحلول عصر الدولة الحديثة، ازدادت شعبية التوابيت في جميع أنحاء المنطقة، ووُزعت للبيع أيضًا. أصبح جسد المتوفى مُمثلًا بالتابوت إذ كان له شكل محدد وزُين بملامح تشبه الفرد الذي بداخله. غالبًا ما صُوّر المتوفى بملابس بيضاء، لأنها تمثل نقاء الروح بعدما أُصدر حكمها في قاعة ماعت. بالإضافة إلى ذلك، كان توجيه المتوفى مهمًا جدًا بالنسبة لقدماء المصريين. في الفترات الأولى، كان الجسد يوضع على جنبه فورًا ورأسه موجه إلى الجنوب. تغير هذا الأمر لاحقًا من خلال وضع الجسد مسطحًا على ظهره، فأصبح الشمال موقعًا أكثر ملاءمة لإرقاد رأس المتوفى.

### التحنيط
كان التحنيط ممارسة تبناها المصريون القدماء لأنهم اعتقدوا أنه من الضروري الحفاظ على الجسد حتى يولد الموتى من جديد في الحياة الآخرة. في البداية، اعتقد المصريون أن أجسادهم المادية، أو الخات، كما رع، سوف تستيقظ من جديد بعد أن تكمل رحلتها عبر العالم السفلي. بمجرد أن أدرك المصريون أن جثث موتاهم سوف تتحلل في النهاية، بدأوا في رؤية رفات الموتى كإناء لروح المتوفى. قُطع الجسد لأشلاء ولُف بضمادات لحمايته، في حال قررت الروح العودة.

### قرابين الجنازة
بالنسبة للعديد من المصريين، كان يُنظر إلى القبر على أنه منزل للموتى، لذلك كان من المعتاد ترك القرابين بالقرب من جثة المتوفى. اعتقد المصريون أنه حتى بعد موت المرء ستعيش روحه لأن طاقة حياته عبارة عن كيان مستقل يمكن أن ينفصل عن الجسد. سميت طاقة الحياة هذه بالكا، واعتُبرت جزءًا مما اعتقد المصريون أنه الروح الخالدة. كانت البا جزءًا آخر من الروح وتملك قدرة أكثر على الحركة وتسكن داخل الكا. شملت القرابين التي تُركت للموتى الملابس والحلي الثمينة. ومع ذلك، كان أهم قربان هو الطعام، لأنه على الرغم من انفصال الكا عن الجسد إلا أنه لا زال من الممكن أن تموت جوعًا.